# دايتشي كاواشيما
دايتشي كاواشيما (باليابانية: 川島 大地) (21 نوفمبر 1986 في إيباراكي في اليابان – )؛ هو لاعب كرة قدم ياباني سابق كان يلعب كلاعب وسط.

## وصلات خارجية
- دايتشي كاواشيما على موقع رابطة كرة القدم اليابانية للمحترفين (اليابانية)
- دايتشي كاواشيما على موقع قاعدة بيانات كرة القدم.إي يو (الإنجليزية)
- دايتشي كاواشيما على موقع Soccerway.com (الإنجليزية)
- دايتشي كاواشيما على موقع عالم كرة القدم.نت (الإنجليزية)
- دايتشي كاواشيما على موقع كووورة